# Honghe Hani risterrasser
Honghe Hani risterrasser är terrassodlingar i autonom prefekturen Honghe, i provinsen Yunnan Kina. Riserrasserna har 1 200 års historia. De är knutna till minoritetsgruppen Hani och är fördelade över fyra härad: Yuanyang, Honghe, Jinpin och Lüchun. Kärnan av odlingarna ligger i Yuanyang. 
År 2013 blev Honghe Hani risterrasser  registrerat av Unesco son världsarv.
Området omfattar totalt cirka 4 000 kvadratkilometer av vilka 1 660.3 är skyddade inom världsarvet.